# Kaudipteryks
Kaudipteryks (Caudipteryx) – rodzaj teropoda z grupy celurozaurów, jedyny oprócz similikaudipteryksa i  xingtianosaurus znany przedstawiciel rodziny Caudipteridae. Jego nazwa oznacza "opierzony ogon".
Żył we wczesnej kredzie ( 125 mln lat temu) na terenach dzisiejszej Azji. Jego szczątki znaleziono w chińskiej w prowincji Liaoning. Na podstawie jego skamieliny zbudowano robota, aby poznać początek  trzepotania ptaków. 
Kaudipteryks był opierzony jedynie na ogonie i kończynach przednich. Reszta ciała pokryta była puchem. Na kończynach przednich miał strukturę podobną do błony lotnej. Posiadał już dobrze rozwinięte sterówki ogonowe, lecz nie mógł latać, gdyż jego barki były zbyt krótkie by zwierzę mogło wzbić się w powietrze. Cechą charakterystyczną kaudipteryksa były również duże oczodoły, co pozwala przypuszczać, iż zwierzę to miało bardzo dobry wzrok. 
Prawdopodobnie był głównie roślinożerny, czego dowodzą gastrolity znalezione w jego przewodzie pokarmowym.
Badania Rothschilda i wsp. (2012) sugerują, że u kaudipteryksów często (w 30% próby badawczej) występowała choroba zwyrodnieniowa stawów (osteoarthritis) – częściej niż u współczesnych ptaków i znacznie częściej niż u ssaków.

## Klasyfikacja
Według przyjętego konsensusu, opartego na kilku analizach kladystycznych, Caudipteryx jest bazalnym przedstawicielem owiraptorozaurów – grupy nieptasich teropodów. Pierwsza analiza filogenetyczna uwzględniająca kaudipteryksa zasugerowała, że jest on taksonem siostrzanym kladu Avialae. Jednak według przeprowadzonej przez Halszkę Osmólską i współpracowników analizy kladystycznej (2004) wszystkie owiraptory byłyby ptakami. Wedle tej analizy ptaki wyewoluowały z bardziej bazalnych teropodów, a jedna z ich linii ewolucyjnych utraciła zdolność do lotu i dała początek owiraptorom. Kaudipteryksa za wtórnie nielotnego uznawali także Lü Junchang et al., Teresa Maryańska i współpracownicy oraz Gregory Paul. W 2005 roku Gareth Dyke i Mark Norell stwierdzili jednak, że nie ma powodów, by Caudipteryx uznawać za ptaka, co przyjęła większość późniejszych autorów.

## Galeria

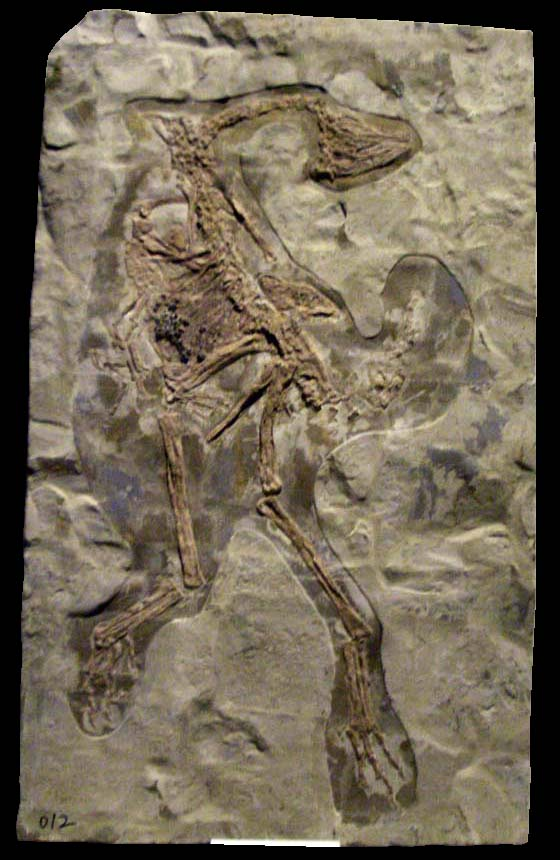
Skamieniałość Caudipteryx zoui (Hong Kong Science Museum)
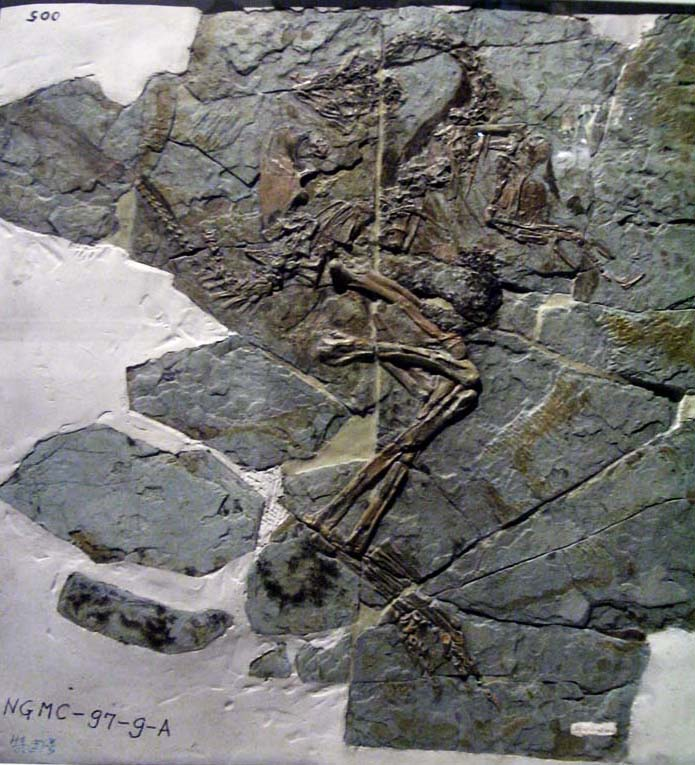
Skamieniałość Caudipteryx zoui (Hong Kong Science Museum)
Porównanie rozmiarów kaudipteryksa i człowieka